# Churn Creek
Churn Creek är ett vattendrag i Kanada.   Det ligger i provinsen British Columbia, i den sydvästra delen av landet, 3 400 km väster om huvudstaden Ottawa.
Trakten runt Churn Creek består i huvudsak av gräsmarker. Trakten runt Churn Creek är nära nog obefolkad, med mindre än två invånare per kvadratkilometer.